# Клион (Ендр)
Клион (фр. Clion) насеље је и општина у централној Француској у региону Центар (регион), у департману Ендр која припада префектури Шаторо.
По подацима из 2011. године у општини је живело 1106 становника, а густина насељености је износила 32,99 становника/km². Општина се простире на површини од 33,53 km². Налази се на средњој надморској висини од 108 метара (максималној 153 m, а минималној 86 m).

## Демографија
| 1962. | 1968. | 1975. | 1982. | 1990. | 1999. | 2011. |
| ----- | ----- | ----- | ----- | ----- | ----- | ----- |
| 1.451 | 1.561 | 1.448 | 1.387 | 1.243 | 1.156 | 1.106 |

График промене броја становника у току последњих година